# لورينزو ناتالي
لورينزو ناتالي (بالإيطالية: Lorenzo Natali)‏ هو محامي وصحفي وسياسي إيطالي، ولد في 2 أكتوبر 1922 بفلورنسا في إيطاليا، وتوفي في 29 أغسطس 1989 في نفس البلد. حزبياً، نشط في الحزب الديمقراطي المسيحي الإيطالي.

## مناصب
- انتخب عضو مجلس النواب في الجمهورية الإيطالية.
- انتخب  (12 ديسمبر 1968 – 4 أغسطس 1969).
- انتخب وزير الأشغال العامة (6 أغسطس 1969 – 28 مارس 1970).
- انتخب وزير الأشغال العامة (25 يونيو 1968 – 13 ديسمبر 1968).
- انتخب  (24 فبراير 1966 – 25 يونيو 1968).
- انتخب Italian Minister of Agriculture ‏ (26 يونيو 1972 – 8 يوليو 1973).
- انتخب Italian Minister of Agriculture ‏ (18 فبراير 1972 – 26 يونيو 1972).
- انتخب Italian Minister of Agriculture ‏ (6 أغسطس 1970 – 18 فبراير 1972).
- انتخب Italian Minister of Agriculture ‏ (28 مارس 1970 – 6 أغسطس 1970).

## روابط خارجية
- لورينزو ناتالي على موقع مونزينجر (الألمانية)